# Темні алеї (фільм)
«Темні алеї» (рос. «Тёмные аллеи») — радянський художній фільм 1991 року за мотивами оповідань Івана Буніна.

## Сюжет
Подружня пара їде в Крим на відпочинок. Не доїжджаючи до Подольська, поїзд здійснює вимушену зупинку. Головний герой розповідає дружині, що недалеко від цього місця в дачній садибі, в юності, він жив на канікулах. Опис роману між ним і дочкою господині садиби заповнюють паузу вимушеної зупинки поїзда.

## У ролях
- Ольга Богачова —  Руся
- Вадим Любшин — Він в юності (репетитор)
- Олександр Мартинов —  Він (Дмитро Олексійович)
- Ірина Акулова —  мати Русі
- Марія Глазкова —  Оленка
- Любов Фруктіна —  Олена Всеволодівна (пасажирка)
- Олег Буданков — офіцер в поїзді
- Ірина Полянська — епізод, немає в титрах
- Микола Денисов — епізод
- Федір Валіков — Віктор Карлович (старий в поїзді)
- Анна Бистрова — Вона (Ольга Генріхівна)
- Марія Солодовникова — Катя (дівчинка)
- В'ячеслав Богачов — епізод
- Анатолій Лиховицький — батько Русі
- Сергій Морозов —  Петя
- Михайло Нейгум — протоієрей
- Олександр Мельников — староста
- Катерина Карасійчук — Катруся (пасажирка)

## Знімальна група
- Автори сценарію:  В'ячеслав Богачов, Геннадій Кір'яненко
- Режисер:  В'ячеслав Богачов
- Оператор: Володимир Лучук
- Художник:  Ольга Богачова
- Композитор:  Володимир Мартинов